# Tostan

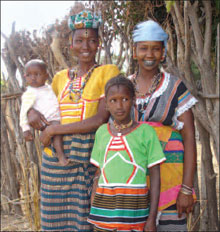
Teilnehmer des Tostanprogramms

Tostan (Wolof für: Durchbruch) ist eine Nichtregierungsorganisation, die 1991 in Dakar, Senegal, gegründet wurde. Die Organisation mit Sitz im Stadtbezirk Yoff hat zum Ziel – auf Grundlage der Menschenrechte – Gemeinschaften zu stärken und deren Entwicklung nachhaltig zu gestalten.
Über 3000 Gemeinden in West- und Ostafrika haben am informellen Bildungsprogramm teilgenommen. Im Laufe der Jahre wurde dieses Programm immer wieder evaluiert und abgeändert, um so gut wie möglich den Bedürfnissen der Gemeinden zu entsprechen. Im Jahr 2008 wird das Programm in 16 Nationalsprachen und acht afrikanischen Ländern (Senegal, Mauretanien, Gambia, Guinea, Guinea-Bissau, Somalia, Sudan, Dschibuti, Mali: 2009) durchgeführt. Die Teilnehmer werden dabei unterstützt, ihr eigenes Umfeld selbst zu gestalten. Sie eignen sich dabei Wissen aus verschiedenen Bereichen an: Menschenrechte, Demokratie, Gesundheit, Hygiene, Alphabetisierung, Management, Buchhaltung und Mikrofinanzierung ihrer eigenen Projekte. Die Weitergabe der Kenntnisse erfolgt partizipativ und respektvoll gegenüber der lokalen Kultur, da auf traditionelle afrikanische Kommunikationsmethoden wie Theater, Dichtung, Lieder und Erzählungen zurückgegriffen wird.
Nachdem man sich gemeinsam auf Zielvorstellungen geeinigt hat, nehmen die Teilnehmer des Programms ihre Entwicklung selbst in die Hand.

## Entstehung
Die Entstehung begann in den 1970er und 80er Jahren. 1974 beendete Molly Melching, eine amerikanische Studentin, ihr Studium in Senegal. Als Spezialistin für Bildung in afrikanischen Nationalsprachen und afrikanischen Kulturen gründete sie das erste Radioprogramm auf Wolof für Kinder in Dakar. Im Anschluss ließ sie sich mit einem Team von senegalesischen traditionellen Ausbildern auf dem senegalesischen Land nieder. Dort wurden sie sich bewusst: Viele Bemühungen im Bereich der Entwicklungshilfe bleiben ohne Resultate, weil die Aktivitäten nicht den tatsächlichen Bedürfnissen der Bevölkerung entsprechen.
Das pädagogische Modell entwickelte sich in den 1980er Jahren, während sich Melching mit Dorfgemeinden, kulturellen Ausbildern und Intellektuellen austauschte. Dabei standen sie unter dem Einfluss des Theaters der Unterdrückten und der Afrikanischen Renaissance. Das Bildungsprogramm entstand im Dorf Saam Ndiaye in der Region Thiès. In der ersten Zeit konzentrierte sich das Programm auf Fragen von Hygiene, Gesundheit und Management gemeinschaftlicher Projekte. Das Programm findet in der Sprache der Bevölkerung statt und benutzt traditionelle Lehrmethoden.
Der Begriff Tostan, zu dem Molly Melching von Cheikh Anta Diop angeregt wurde, weist zum einen auf die Verbreitung und das Teilen von Wissen hin, zum anderen aber auch auf eine Entwicklung, die aus dem Inneren kommt und von selbstständigen, vereinten, in ihren Fähigkeiten gestärkten Gemeinden gestaltet wird.

## Aktivitäten

### Das Community Empowerment Program (CEP)
Das Community Empowerment Program von Tostan ist ein informelles Bildungsprogramm, das 30 Monate dauert und in Phasen und Module unterteilt ist. Das CEP richtet sich an Erwachsene und Jugendliche, die oft keine oder nur eine geringe formelle Schulausbildung erhalten haben. Es wird in den jeweiligen Nationalsprachen durchgeführt. Tostan nennt, um sich von autoritären Bildungsmethoden loszulösen, die Lehrer Facilitators (eine mögliche Übersetzung aus dem Englischen wäre: Vermittler oder Förderer) und die Schüler Teilnehmer. Die Facilitators leben in dem Dorf, in dem das Programm stattfindet, und gehören zur gleichen ethnischen Gruppe wie die Teilnehmer. Dabei bedienen sie sich traditioneller Kommunikationsmethoden. Die erste Phase des Programms heißt Kobi (bedeutet in Mandinka: die Erde bereiten, um sie fruchtbar zu machen) und umfasst Module über Demokratie, Menschenrechte, Problemlösungsstrategien, Hygiene und Gesundheit. Die zweite Phase nennt sich Aawde (bedeutet in Fulani aussäen) und widmet sich Alphabetisierung, Rechnen und Management. Sie stützt sich auf das Gelernte der vorangehenden Phase mit Hilfe von interaktiven Sitzungen und Übungsheften. Gleichzeitig bildet Tostan in jedem Dorf ein Community Management Committee (Gemeindeverwaltungskomitee) aus, das sicherstellen soll, dass Projekte der Gemeinde erfolgreich durchgeführt werden können.

### Programm
- Holistisch (ganzheitlich): es trägt zur allumfassenden Entwicklung von Teilnehmern und deren Gemeinde bei, indem es ihnen ermöglicht, Entwicklungsprojekte der Gemeinde auszuarbeiten, durchzuführen und nachhaltig zu gestalten.
- Fokussiert auf den Teilnehmer und partizipativ: das Programm bindet sowohl Jugendliche als auch Erwachsene in die Umsetzung gemeinschaftlicher Projekte ein. Tostan stellt den Teilnehmern praktische Informationen bereit, die für eine selbstständige Gestaltung ihres Umfelds notwendig sind. Die Lehrmethoden bestehen aus interaktiven Übungen wie Gruppenarbeit, Theaterstücken usw. Diese Methoden lehnen sich an traditionelle und moderne Methoden afrikanischer Kommunikation an (Lieder, Dichtung, Erzählungen, Tanz, persönliche Berichte usw.).
- Respektvoll und einbindend: Tostan arbeitet mit den Teilnehmern, indem es ihren Erfahrungen und Ideen zuhört. Tostan arbeitet ebenfalls sehr eng mit religiösen und traditionellen Autoritäten zusammen, indem es ihre Ideen in das Programm aufnimmt. Das Programm ermuntert zu Dialog und Konsens zwischen Männern und Frauen, Jungen und Alten, sozialen Klassen, ethnischen Gruppen, Kasten und verschiedenen Religionen.
- Zukunftsgerichtet: zu Beginn des Programms bestimmen die Teilnehmer Ziele für die Zukunft ihrer Gemeinde. Die erworbenen Kenntnisse ermöglichen den Teilnehmern, diese Ziele auf eine organisierte Weise zu erreichen. Anstatt sich auf Mängel zu konzentrieren oder Werturteile zu verbreiten, regt Tostan die Teilnehmer an, zu reflektieren und sich auf Ressourcen zu stützen, die in der Gemeinde bereits vorhanden sind.
- Interaktiv: Tostan verwendet das Feedback der Gemeinden und der Teilnehmer, um die Programmmodule zu aktualisieren und zu verbessern. Zudem wird die Organisation sowohl intern als auch extern regelmäßig evaluiert.
- Nachhaltig: kollektive Wandel, die von den Gemeinden gestaltet werden, müssen nachhaltig sein. Daher fördert Tostan die Bildung von demokratisch gewählten Community Management Committees, die die Errungenschaften des Programms fortführen. Die Komitees wurden von der Organisation ausgebildet und benutzen ebenfalls partizipative und interaktive Methoden.

Die Ziele sind unter anderen:
- Bildung von Community Management Committees
- Senkung von Mutter- und Kindersterblichkeit
- Einschulung von Kindern und Registrierung der Neugeborenen
- Erhöhung der Impfquoten und der prä- und postnatalen Untersuchungen
- Prävention von HIV/AIDS
- Förderung von Familienplanung und gesunder Ernährung
- Säuberung bzw. Sanierung der Dörfer
- Verringerung häuslicher Gewalt
- Umsetzung von Mikrofinanzprojekten
- Einsetzung von Konfliktlösungskomitees
- Frauen in Führungspositionen
- Kollektive Abschaffung von Beschneidung und Kinder-/Zwangsheiraten

### Abschaffung der Beschneidung am Beispiel Senegals
Das bedeutendste Ergebnis des CEP ist die Bewegung zur Beschneidungsabschaffung. Diese Bewegung wird von den Gemeinden getragen, die direkt oder indirekt am Programm teilgenommen haben. Die Strategie des Capacity Building, der Förderung von Menschenrechten und Gesundheit, ist das Resultat eines Programms, das die lokalen Kulturen respektiert und sich in einem ständigen Forschen-und-Handeln befindet. Als Folge ist diese Strategie von UNICEF auf internationaler Ebene übernommen und von der Weltgesundheitsorganisation als „best practice“ ausgezeichnet worden.
Mitte der 1990er Jahre wurde durch ein Forschungsprojekt erkannt, dass es notwendig ist, ein Modul in das Bildungsprogramm einzuführen, das Menschenrechte im Speziellen behandelt. Diese Modifizierung des CEP, die auf Anregung der Teilnehmer stattfand, stieß eine Bewegung ohnegleichen an. Ganze Gruppen entschieden sich, Beschneidung, Kinder- und Zwangsheirat gemeinsam abzuschaffen. Zum ersten Mal geschah dies durch die Frauen des Dorfes Malicounda Bambara (Senegal), die am Programm Tostans teilgenommen hatten. Diese Frauen entschieden sich, das anzuwenden, was sie in Bezug auf Gesundheit und Menschenrechte gelernt hatten. Am 31. Juli 1997 schwor das Dorf vor einer Gruppe von Journalisten und NGO-Vertretern, Beschneidung, Kinder- und Zwangsheirat aufzugeben. Trotz feindseliger Reaktionen der Nachbardörfer war der Imam, Demba Diawarra, von der Notwendigkeit überzeugt, diese für Frauen und Mädchen gefährlichen Praktiken abzuschaffen. Ihm wurde bewusst, dass das jedoch nur gelingen könne, wenn alle Bambaradörfer der Region in die Diskussion einbezogen würden. Nach einer langen Sensibilisierungsarbeit gelang es ihm, 13 Dörfer zusammenzuführen, die der Beschneidung ein Ende setzen wollten. Diese Dörfer waren durch Heiratstraditionen miteinander verbunden. Am 14. Februar 1998 fand eine erste öffentliche Deklaration statt, in der mehrere Dörfer für Menschenrechte und die Gesundheit von Frauen und Mädchen eintraten. Dieses Ereignis arbeitete der Professor Gerry Mackie (University of California in San Francisco) in zwei Aufsätzen wissenschaftlich auf, nachdem er von den Ereignissen um Tostan in Senegal erfahren hatte. Einer der Artikel erschien 1996, der zweite 2000. Sein Vergleich der Beschneidung mit der Praxis des Füßebindens in China machte klar, dass eine organisierte und koordinierte Abschaffung innerhalb einer Heiratsgruppe mittels einer Öffentlichen Deklaration erfolgen müsse. Tatsächlich können Beschneidung wie auch das Füßebinden zu einer Bedingung für die Heiratsfähigkeit eines Mädchens innerhalb einer sich untereinander heiratenden Gruppe werden. Füßebinden wurde in China bis zu Beginn des 20. Jahrhunderts praktiziert. Füßebinden und Beschneidung sind soziale Konventionen. Diese mit einer öffentlichen Deklaration zu ändern, erlaubt es dem Mädchen, sich zu verheiraten, da es auch ohne Beschneidung und Füßebinden geachtet und als « heiratbar » betrachtet wird.
Diese Erkenntnisse und Erfahrungen machten Tostan und seinen Partnern, wie Unicef, bewusst, dass das Programm in einer organisierteren Form umgesetzt werden muss: die Informationen über Gesundheit und Menschenrechte werden in Dörfern verbreitet, die miteinander über Heiratsstrukturen verbunden sind. Dabei wird eine kollektive Entscheidungsfindung angeregt und erleichtert. In der Praxis wird das Programm in Schlüsseldörfern bzw. einer insgesamt ausreichenden Anzahl von Dörfern durchgeführt, um eine kritische Masse zu erreichen, damit ein sozialer Wandel einsetzen kann. Die Beschneidung als soziale Konvention wird abgeschafft. Mädchen gelten, auch ohne diese Praxis durchlaufen zu haben, als heiratbar. Die Erfahrung Tostans zeigt, wie wichtig es dabei ist, den miteinander verbundenen Gemeinden die Möglichkeit zu geben, sich in einem formaleren Rahmen mit lokalen und religiösen Autoritäten zu treffen und zu diskutieren. Die Erfahrung Tostans zeigt ebenfalls, dass der soziale Wandel in Bezug auf Gesundheit und Demokratie entscheidend beschleunigt wird, wenn die einzelnen Gemeinden ihre Menschenrechte kennen. Neben diesem einbindenden Ansatz ist der Respekt gegenüber den Menschen und deren Kultur der Schlüssel zu Tostans Erfolg. Tostan verwendet zum Beispiel nicht den Begriff „Geschlechtsverstümmelung“, sondern das Wort „Beschneidung“ (female genital cutting in Englisch oder excision in Französisch). Für Tostan trägt das Wort „Verstümmelung“ ein unterschwelliges negatives Urteil. Mütter wollen jedoch in erster Linie ihren Töchtern eine Zukunft in ihrer Gesellschaft sichern. Diese Frauen als Kriminelle zu verurteilen, ruft Abwehrhaltungen hervor, die einen Dialog nicht begünstigen.

### Projekt Talibé
In Senegal werden tausende Kinder von ihren Eltern auf religiöse Schulen (Daaras) geschickt, um den Koran zu studieren. Auf Grund der familiären Armut dieser Koranschüler und des Mangels an finanziellen Mitteln der Schulen werden die Kinder von ihrem Lehrer (Marabout) betteln geschickt, um die Daara zu unterstützen. In den Straßen sind sie Aggressionen, Krankheiten und Unfällen ausgesetzt. In der Schule werden sie teilweise von ihrem Lehrer geschlagen, wenn sie nicht die geforderte Summe erbettelt haben. Das Programm Talibé (Schüler, Student, Sucher) von Tostan hat zwei Ziele: das erste Ziel ist, das Betteln durch die Koranschüler vollständig abzuschaffen, das zweite, kurzfristig die Lebens- und Lernbedingungen der Kinder zu verbessern. In Zusammenarbeit mit anderen NGOs, der senegalesischen Regierung und den Marabouts stößt Tostan verschiedene Aktivitäten an: Unterstützung der Daaras und ihrer Schüler (Bau von Unterkünften, Bereitstellen von Seife usw.), Mobilisierung der Gemeinden und der Marabouts, um das Wohlergehen der Talibés zu sichern (Stütze durch Mikrokredite, Ausbildung im Management von Projekten, Sensibilisierung über Menschenrechte usw.) und Sensibilisierung der Eltern, der Öffentlichkeit und der Regierung, dass eine Notwendigkeit besteht, die Rechte der Talibés zu schützen.

### Mikrokreditprogramm
Das Mikrokreditprogramm ermöglicht den Teilnehmern, ihre neuen Fähigkeiten in Mathematik, Alphabetisierung und Management, die sie während des Community Empowerment Program erworben haben, in der Praxis anzuwenden. Das Ziel dieses Programms ist es, den Gemeinden und besonders den Frauen die Möglichkeit zu geben, kleine Projekte zu beginnen, die geeignet sind, ihre Lebensqualität zu verbessern. Die Organisation vermittelt Grundkenntnisse in finanziellem Grundmanagement, die Fähigkeit, die Machbarkeit eines Projektes einzuschätzen und es dann durchzuführen. Die Darlehen von geringer Höhe werden vom Community Management Committee verwaltet.

### Radioprogramm
Da der Zugang zu Fernsehen und Internet begrenzt ist und die Analphabetenrate besonders in ländlichen Gebieten hoch ist, strahlt die Organisation seit 2001 ein Radioprogramm in sechs Regionen Senegals aus. Jede Region gestaltet seine eigene Sendung, die in der am meisten gesprochenen Sprache der Region stattfindet. Jedes Radioprogramm ermöglicht es, dass von den Programmteilnehmern gestartete Initiativen (öffentliche Deklarationen, Demonstrationen für Menschenrechte, Dorftreffen...) mitgeteilt und unterstützt werden können. Zudem sind sie ein Mittel, um Dörfer und Gemeinden über wichtige Themen (Gesundheit, Hygiene, Umweltschutz, Wahlrecht etc.) zu sensibilisieren. Demzufolge bekräftigen die Radiosendungen Verhaltensänderungen und die Errungenschaften durch das informelle Bildungsprogramm.

## Ländervertretungen
- Tostan Afrika: Tostan International, das sich um die Programme und die Koordination der Programme, um die Spenderbeziehungen und Öffentlichkeitsarbeit kümmert, hat seinen Sitz in Dakar. Nationale Koordinationen setzen das Programm in den Ländern, in denen Tostan präsent ist, um. (Thiès in Senegal, Labé in Guinea, Nouakchott in Mauretanien, Banjul-Kolele im Gambia, Dschibuti in Dschibuti, Hargeysa in Somaliland/Somalia, Bissau in Guinea-Bissau).
- Tostan Washington, D.C.: Die Vertretung Tostans in den Vereinigten Staaten betreut die Beziehungen zu Geldgebern, internationalen Institutionen, privaten Stiftungen, englischsprachigen Medien, die Koordination der Berichte usw.
- Tostan France: Die NGO Tostan France wurde 2007 gegründet und unterstützt einerseits die Aktivitäten von Tostan Afrika (Suche nach neuen Partnern, Vermittlung von qualifizierten Freiwilligen, Kommunikation) und andererseits treibt sie die organisierte Diffusion und die Menschenrechtsbewegung unter der afrikanischen Diaspora in Europa voran.
- Tostan Schweden: Dieses Komitee, das seit 2004 aus Einzelpersonen und Freiwilligen besteht, widmet sich der Suche nach Geldquellen und der Öffentlichkeitsarbeit, um Tostans Modell in verschiedenen Bereichen (Universität, Kultur usw.) bekannter zu machen.
- Tostan Deutschland: Eine Interessengruppe, die 2011 von Freiwilligen ins Leben gerufen wurde, und deren Ziel es ist, Informationen über die Organisation Tostan im deutschsprachigen Raum zugänglich zu machen.

## Partner und Auszeichnungen
Die Organisation wird von verschiedenen internationalen Institutionen (UNICEF, United Nation Population Fund – UNFPA), bilateralen Kooperationen (United States Agency for International Development, Agencia Espanola de Cooperción Internacional – AECI, Swedish International Development Cooperation Agency), privaten Stiftungen (Annenberg Foundation, Wallace Global Fund, Wallace Research Foundation, Banyan Tree Foundation, American Jewish World Service usw.) und Privatpersonen finanziert.
2005 hat die Organisation den schwedischen Anna-Lindh-Preis für seine Aktivitäten im Bereich von Menschenrechten erhalten. 2007 wurde Tostan mit dem UNESCO King Sejong Literacy Prize für Alphabetisierung und mit dem Conrad N. Hilton-Preis ausgezeichnet.